# Onze-Lieve-Vrouwekerk (Doorslaar)
De Onze-Lieve-Vrouwekerk is de parochiekerk van de tot de Oost-Vlaamse gemeente Lokeren en deelgemeente Eksaarde behorende plaats Doorslaar, gelegen aan Doorslaardorp 62.

## Geschiedenis
Er was al een kapel in de woning van Lieven van Doorslaer, die echter in 1566 werd vernield door brand. Na de godsdiensttwisten eind 16e eeuw werd deze kapel herbouwd.
In 1841-1842 werd een kerk gebouwd en in 1842 werd een proosdij gesticht. In 1857 werd de proosdij verheven tot afzonderlijke parochie. In 1868 werd de toren gebouwd en nog een travee aan de kerk toegevoegd, dit naar ontwerp van Edmond de Perre-Montigny.

## Gebouw
Het betreft een naar het noordoosten georiënteerd pseudobasilicaal kerkgebouw in neoclassicistische stijl. De kerk heeft een voorgebouwde toren met opvallende hoekbanden. Het koor heeft een halfcirkelvormige apsis.

## Interieur
Het schip en het koor worden overkluisd door een tongewelf. De kerk bezit een 16e-eeuws doopvont en een 18e-eeuwse preekstoel die afkomstig is uit de kerk van Bassevelde.